# Gymnotus cuia
Gymnotus cuia es una especie de pez gimnotiforme de agua dulce del género Gymnotus, de la familia de los gimnótidos, cuyos integrantes son denominados comúnmente morenas. Se distribuye en ambientes acuáticos subtropicales del centro y este de Sudamérica. 

## Taxonomía
Esta especie fue descrita originalmente en el año 2018 por los ictiólogos Jack M. Craig, Luiz Roberto Malabarba, William G. R. Crampton y James S. Albert.
Localidad tipo
La localidad tipo referida es: “Laguna Verde (cuenca de la laguna de los Patos en las coordenadas: 30°22′52″S 51°01′25″O / -30.38111, -51.02361), municipio de Viamão, parque estadual Itapuã, estado de Río Grande del Sur, Brasil”.
Holotipo
El ejemplar holotipo designado es el catalogado como: UFRGS 23700; se trata de un espécimen adulto el cual midió 193 mm de longitud estándar. Se encuentra depositado en la colección de ictiología de la Universidad Federal de Río Grande del Sur (UFRGS), ubicada en la ciudad gaúcha de Porto Alegre.
Etimología
Etimológicamente el término genérico Gymnotus procede de la palabra del idioma griego gymnos, que significa 'desnudo'.
El epíteto específico cuia se origina en la calabaza del mismo nombre, la que posee forma corta y redondeada, y que se usa como recipiente para beber la tradicional infusión conocida como “mate”, la que es muy popular en toda el área en que se distribuye este pez. La relación evoca la forma corta y alta de Gymnotus cuia y se relaciona con los epítetos escogidos para designar a otras especies de gimnótidos de la región, en las que también se han empleando nombres relacionados con la citada bebida.
Caracterización y relaciones filogenéticas
Gymnotus cuia pertenece al “grupo de especies Gymnotus carapo”. G. cuia puede diferenciarse fácilmente de la morfológicamente similar y ampliamente simpátrica G. carapo australis por tener la cabeza más corta y alta, este último rasgo se repite también en el cuerpo.
Del mismo modo, otra especie del género Gymnotus es morfológicamente similar y simpátrica: G. omarorum, pero puede separarse por tener G. cuia la línea lateral con menos ramificaciones ventrales y, en el sector anterior a la primera rama ventral, exhibir en dicha línea menos escamas porosas.

## Distribución y hábitat
Gymnotus cuia se distribuye en cursos fluviales subtropicales pertenecientes a la cuenca del Plata, cuyas aguas se vuelcan en el océano Atlántico Sudoccidental por intermedio del Río de la Plata. También habita en cursos fluviales de la cuenca de la laguna de los Patos.
Se encontraron poblaciones en el centro, sudeste y sur de Brasil —en los estados de Mato Grosso del Sur, São Paulo y Río Grande del Sur—, en Paraguay, en el noroeste de Uruguay y en el nordeste de la Argentina. Posiblemente también habite en el sector del río Paraguay perteneciente a Bolivia. El registro más septentrional es el del río Vermelho, un afluente del río São Lourenço, el que forma parte de la alta cuenca del río Paraguay.